# 2012年の経済
2012年の経済（2012ねんのけいざい）では、2012年（平成24年）の経済分野に関する出来事について記述する。

## できごと

### 1月
- 1日
  -  インド政府は15日までに海外の個人投資家が同国株式に直接投資できるようにすると発表した[1]。
  - パナソニックはこの日、傘下企業の三洋電機およびパナソニック電工の事業を再編、新体制となった[2]。
- 4日 -  アメリカ合衆国アメリカ合衆国の2011年の新車販売台数は、前年比10.3%増の12,778,171台と2年連続で増加。一方 日本日本勢は東日本大震災およびタイ大洪水による生産への影響などにより、トヨタ自動車およびHONDAが前年割れとなった[3]。
- 6日
  - 外国為替市場でユーロ/円が約11年ぶりのユーロ安の97円88銭になった[4]。
  - フィッチは ハンガリーの信用格付けを「BBB-」から「BB+」(投機的等級)に変更した。格付け見通しは「弱含み」。
- 11日 -  アメリカ合衆国アメリカ合衆国の10年債入札で最高落札利回りが過去最低の1.9%となった[5]。
- 13日
  - 外国為替市場でユーロ/ドルが1年4カ月ぶりのユーロ安の1.2624ドルになった[6]。
  - 外国為替市場でユーロ/円が約11年ぶりのユーロ安の97円20銭になった[6]。
  - S&Pはユーロ圏9カ国を格下げした[7][8]。
    -  イタリアイタリアの格付けを「A」から「BBB+」に2段階引き下げた。見通しは「弱含み」。
    -  キプロスの格付けを「BBB」から「BB+」(投機的等級)に2段階引き下げた。見通しは「弱含み」。
    -  スペインスペインの格付けを「AA-」から「A」に2段階引き下げた。見通しは「弱含み」。
    -  ポルトガルの格付けを「BBB-」から「BB」(投機的等級)に2段階引き下げた。見通しは「弱含み」。
    -  オーストリアの格付けを「AAA」から「AA+」に引き下げた。見通しは「弱含み」。
    -  スロバキアの格付けを「A+」から「A」に引き下げた。見通しは「安定的」。
    -  スロベニアの格付けを「AA-」から「A+」に引き下げた。見通しは「弱含み」。
    -  フランスフランスの格付けを「AAA」から「AA+」に引き下げた。見通しは「弱含み」。
    -  マルタの格付けを「A」から「A-」に引き下げた。見通しは「弱含み」。
- 16日 - 外国為替市場でユーロ/円が11年ぶりのユーロ安の97円04銭になった[9]。
- 18日
  - 光学機器メーカーオリンパスは、社長の高山修一ら取締役6人が、一連の損失隠し問題の責任をとり、4月の臨時株主総会で辞任することを正式発表[10]。
  - 国際通貨基金は最大5000億ドルの資金増強を目指すと発表した[11]。
  - ブラジル中央銀行は政策金利を0.5%引き下げ10.5%とした[12]。
  - ムーディーズは インドネシアのソブリン信用格付けを「Ba1」(投機的等級)から「Baa3」(投資適格等級)に変更した。格付け見通しは「安定的」[13]。
- 19日
  - 米法人イーストマン・コダックが連邦倒産法第11章の適用を申請[14]。
  -  フィリピンの中央銀行は政策金利を0.25%引き下げ4.25%とした[15]。
- 21日 - 日本銀行は金融機関から買い取った株式の売却を2年間先送りすることを発表。3月末に予定していた売却開始の時期を2014年3月末、保有株の売却を完了する期限を2017年9月末を2019年9月末に延長する[16]。
- 23日 - 日立製作所が、1956年から50年以上にわたり続けているテレビの自社生産を9月までに撤退することを発表[17]。
- 25日 - 米連邦準備理事会（FRB）は2%のインフレターゲットの導入と2014年末までゼロ金利政策の維持を発表した。[18][19]
- 27日
  - フィッチはユーロ圏5カ国を格下げした[20]。
    -  イタリアイタリアの格付けを「A+」から「A-」に2段階引き下げた。見通しは「弱含み」。
    -  キプロスの格付けを「BBB」から「BB-」(投機的等級)に4段階引き下げた。見通しは「弱含み」。
    -  スペインスペインの格付けを「AA-」から「A」に2段階引き下げた。見通しは「弱含み」。
    -  スロベニアの格付けを「AA-」から「A」に2段階引き下げた。見通しは「弱含み」。
    -  ベルギーの格付け「AA+」から「AA」に引き下げた。見通しは「弱含み」。
- 30日 -  ポルトガルの10年債の利回りがユーロ導入以来最高の17.353%となった[21]。
- 31日 - セブン&アイ・ホールディングス傘下の百貨店大手そごう・西武直営の「そごう八王子店」（東京都八王子市）が閉店、30年近くにわたる歴史に幕。

### 2月
- 1日 - ソニーはハワード・ストリンガー会長兼社長兼CEOが退任し、平井一夫副社長が社長兼CEOに昇格する人事を発表[22]。
- 2日 - ソニーが2011年4月〜12月期の連結決算を発表。損益2014億円の最終赤字となった[23]。
- 3日 -  アメリカ合衆国アメリカ合衆国の株式市場でナスダック総合指数が11年ぶりの高値2905.66で引けた。ダウ平均株価は4年ぶりの高値12862.23で引けた[24]。
- 13日
  - ムーディーズは欧州6カ国を格下げ(弱含みを含む)した[25]。
    -  イタリアイタリアの格付けを「A2」から「A3」に引き下げた。見通しは「弱含み」。
    -  スペインスペインの格付けを「A1」から「A3」に2段階引き下げた。見通しは「弱含み」。
    -  ポルトガルの格付けを「Ba2」(投機的等級)から「Ba3」に引き下げた。見通しは「弱含み」。
    -  マルタの格付けを「A2」から「A3」に引き下げた。見通しは「弱含み」。
    -  スロベニアの格付けを「A1」から「A2」に引き下げた。見通しは「弱含み」。
    -  スロバキアの格付けを「A1」から「A2」に引き下げた。見通しは「弱含み」。
- 14日 - 日本銀行は金融政策決定会合で「中長期的な物価安定の目途」を設立、消費者物価上昇率1%を目指す方針を全会一致で決めた[26]。
- 15日 - R&Iは、トヨタグループ3社（トヨタ自動車、デンソー、トヨタファイナンス）の格付けを「AAA」から「AA+」に下げた[27]。
- 16日 -  スウェーデンの中央銀行は政策金利を0.25%引き下げ1.5%とした[28]。
- 17日 - フィッチは、 アイスランドの国債格付けを「BB+」から「BBB-」に1段階引き上げた[29]。
- 22日
  - フィッチは、 ギリシャの国債格付けを「CCC」から「C」に2段階引き下げた[30]。
  - S&Pはパナソニックの長期会社格付けを「A」から「A-」に下げた[31]。
- 24日 - 金融庁は、AIJ投資顧問に対し1ヶ月間の業務停止命令と業務改善命令を出した[32]。
- 27日 - エルピーダメモリが、東京地裁に会社更生法の適用を申請した。負債総額は4480億円（前年度末時点）[33]。
- 28日
  - 東証2部の株価指数の終値が30営業日連続の上昇となった。これは37年ぶりの連騰更新[34]。
  - S&Pは ギリシャのソブリン格付けを「SD」（選択的デフォルト）に格下げした[35]。
- 29日 - 東京都墨田区に、高さ634mを誇る地上デジタルテレビ放送用集約電波塔、東京スカイツリーが完成。

### 3月
- 1日
  - ゲームソフト大手のコナミデジタルエンタテインメントが、傘下企業のハドソンをこの日付で吸収合併。合併後もコナミで「ハドソン」ブランドを存続[36][37]。
  -  フィリピンの中央銀行は政策金利を0.25%引き下げ4%とした[38]。
  - ニューヨーク・マーカンタイル取引所でWTI先物が一時10ヶ月ぶりの高値110.55ドルとなった[39]。
- 2日
  - 欧州連合首脳会議で、加盟25ヶ国が財政規律条約に署名[40]。
  - 日産自動車子会社、日産車体の湘南工場第1地区で生産していた小型トラック「ダットサン」の生産がこの日を以て終了、1956年の生産開始以来56年にわたる歴史に幕[41]。
- 3日 - ムーディーズは ギリシャの国債格付けを「Ca」から「C」に引き下げ[42]。
- 4日 - 老舗百貨店、天満屋（本社：岡山市）の広島八丁堀店（広島県広島市中区）が閉店。跡地はその後「天満屋八丁堀ビル」となり、ヤマダ電機などが入居している。
- 7日 - ブラジル中央銀行は政策金利を0.75%引き下げ9.75%とした[43]。
- 9日
  - ギリシャ政府は債務削減のために集団行動条項(CAC)の発動を決定[44]。
  - フィッチはギリシャの信用格付けを「C」から「RD」(一部債務不履行)に変更した[45]。
  - 国際スワップデリバティブ協会は、ギリシャ債務交換の集団行動条項発動をクレジットイベント（信用事由）に認定[46]。
  - インド準備銀行は10日から預金準備率を75bp引き下げ、4.75%とすることを発表[47]。
- 10日 - 大公国際資信評価(中国語:大公国际)は ギリシャ自国通貨建て・外貨建て国債の格付けを「C」から「D」に引き下げた[48]。
- 12日
  -  中国中国人民銀行は、人民元の中心レートを1ドル＝6.3282元へと大幅に引き下げた[49]。
  -  ベトナムの中央銀行はリファイナンス金利を1%引き下げ14%とした[50]。
- 13日
  - ムーディーズはキプロスの国債格付けを「Baa3」から「Ba1」に引き下げた[51]。
  -  日本日本、 アメリカ合衆国米国、欧州連合は中国のレアアース輸出規制を不当だとして、世界貿易機関に提訴[52]。
  - フィッチはギリシャの信用格付けを「RD」(一部債務不履行)から「Bマイナス」に引き上げた[53]。
  - ブレント原油先物が一時11ヶ月ぶりの高値126.22ドルとなった[54]。
- 14日
  - ユーロ圏財務相会合で、ギリシャへの第2次支援（1,300億ユーロ）が正式に承認された[55]。
  - 家電大手のシャープは4月1日付で、現社長片山幹雄が代表権のない会長に就き、常務執行役員奥田隆司が社長に昇格する人事を発表。2012年3月期決算が過去最大の赤字に達するのを受け、人心一新を図る[56]。
  -  ノルウェーの中央銀行は政策金利を0.25%引き下げ1.5%とした[57]。
- 15日
  - 国際通貨基金(IMF)は、ギリシャへ4年間に280億ユーロ(約3兆円)の資金融資することを承認した[58]。
  - 三光汽船は事業再生ADR(裁判外紛争解決)を申請した[59]。
  - 電子マネーWAONの2011年の年間決済総額が1兆円を超えたことをイオンが発表[60]。
- 19日 -  ギリシャクレジット・デフォルト・スワップ清算入札は21.5%となった[61]。
- 21日 -  アイスランドの中央銀行は政策金利を0.25%引き上げ5%とした[62]。
- 22日
  - 新潟県に本社を持つ食品メーカー、越後製菓が切り餅の特許権侵害で、同じ新潟県に本社を持つサトウ食品（当時の正式社名は佐藤食品工業）を提訴していた民事裁判で、知的財産高等裁判所は控訴審判決において、越後製菓の請求を棄却した東京地方裁判所の一審判決を取り消し、サトウ食品に対し製造の差し止めと約8億円の損害賠償などを命じた[63]。
  -  ウクライナの中央銀行は政策金利を0.25%引き下げ7.5%とした[64]。
- 24日
  - 自動車大手のマツダが、小型トラック「ボンゴ」などの商用車の生産から撤退することがこの日わかった[65]。
  - ソフトバンクが、保有するプロ野球球団の本拠地である福岡Yahoo!JAPANドームを870億円で買収することを発表[66]。
- 27日 - シャープは台湾の鴻海精密工業と業務・資本提携合意を発表。鴻海グループが筆頭株主となる[67]。
- 29日 - 関西民間放送大手の朝日放送はこの日の取締役会で、保有するコンサートホール、ザ・シンフォニーホールを学校法人滋慶学園の関連企業、滋慶に譲渡することを決定[68]。
- 31日
  -  日本日本の地上波テレビジョン放送はこの日までに、前年発生した東日本大震災の甚大な被害によりアナログ放送を延長していた福島県、宮城県、岩手県の3県においてアナログ放送を停波し、デジタル放送へ完全移行し、日本全国で完全デジタル化が完了した[69]。
  - イオン銀行がイオンコミュニティ銀行（旧日本振興銀行）を吸収合併。

### 4月
- 1日
  - 住友信託銀行・中央三井信託銀行・中央三井アセット信託銀行の3行が合併、三井住友信託銀行が発足。
  - 携帯端末向けマルチメディア放送（V-High）「モバキャス」サービス開始、同時に新放送「NOTTV」（ノッティーヴィ）開始。
- 2日
  - 山水電気が東京地裁に民事再生法の適用を申請、受理された[70]。
  - 富士通は東芝から富士通東芝モバイルコミュニケーションズの株式を取得、完全子会社化。東芝は携帯電話事業から撤退[71]。
  -  ミャンマーの中央銀行は固定相場制から管理変動相場制に移行した。この日の基準レートは1ドル＝818チャット[72]。
  -  ドイツドイツの太陽電池メーカーのQセルズは法的整理手続き申請をすることを発表[73]。
- 5日 - スリランカ中央銀行は政策金利を0.75%引き上げ9.75%とした[74]。
- 10日 -  ベトナムの中央銀行は政策金利（リファイナンス金利）を1%引き下げ13%とした[75]。
- 14日 -  中国中国人民銀行は、人民元の対ドル変動幅を0.5%から1%に拡大することを発表[76]。
- 16日 - 世界銀行は、6月末に退任するゼーリック総裁の後任に、米ダートマス大学長のジム・ヨン・キムを理事会が選出したと発表した。任期は7月1日から5年[77]。
- 17日
  - インド準備銀行は政策金利を0.5%引き下げ8%とすると発表[78]。
  - 英国高級服飾ブランドのアクアスキュータムが経営破綻[79]。
- 18日
  - ブラジル中央銀行は、政策金利を0.75%引き下げ、9.0%とすると発表[80]。
  - アウディは、ドゥカティを買収することで合意したことを発表[81]。
- 19日 - 東京・お台場に複合商業施設、ダイバーシティ東京が開業。
- 21日 - 資生堂がインターネットでの化粧品の通信販売を開始した[82]。
- 23日 - UCCホールディングスは、欧州のユナイテッドコーヒーを500億円で買収することを発表した[83]。
- 26日
  - S&Pは スペインスペインの長期ソブリン信用格付けを「A」から「BBB+」に2段階引き下げた[84]。
  - 東京・渋谷に高層複合施設、渋谷ヒカリエが開業。

### 5月
- 1日 -  オーストラリアの中央銀行は政策金利を0.5%引き下げ3.75%とした[85]。
- 3日 - ASEAN+3の財務相・中央銀行総裁会議でチェンマイ・イニシアティブの貢献額/緊急融通枠を2400億ドルに倍増させることで合意した。
- 5日 - 北海道電力泊原子力発電所がこの日、定期検査に入るため運転停止。これで日本における原子力発電所の稼動が42年ぶりに全基停止となった。
- 9日 -  日本日本の円長期金利(新発10年物国債)が1年7ヶ月ぶりの低金利の0.845%となった[86]。
- 10日
  - 光学製品大手のオリンパスは、2012年3月期連結決算の最終損益が489億円の赤字になったことを発表[87]。
  - JPモルガン・チェースがデリィバティブ取引で約20億ドル(約1600億円)の評価損を出したと発表。
- 11日 - 家電量販大手のビックカメラが、コジマを買収することを決定[88]。
- 12日
  -  韓国韓国・全羅南道麗水市で麗水国際博覧会が開幕（ - 8月12日）。
  -  中国中国人民銀行は、預金準備率を0.5%引き下げることを発表。実施は18日から[89]。
- 16日
  - 日本銀行の長期国債の買い入れオペで、予定額の6千億円に対し、応札額が4805億円と札割れとなった。
  -  アイスランドの中央銀行は政策金利を0.5%引き下げ5.5%とした[90]。
- 17日
  - 東芝が日本国内でのテレビ生産打ち切りを発表[91]。
  - フィッチは、連立政権樹立失敗を受け、ギリシャの信用格付けを「Bマイナス」から「CCC」に引き下げた[92]。
- 18日
  - FacebookがNASDAQ市場でIPO。公開価格38ドルに対し初値42.05ドル[93]。
  -  イギリスイギリスのUKポンド長期金利(英10年債)が過去最低の1.809%となった[94]。
- 21日 - 中国の大連万達集団が、米法人のAMCエンターテインメント・ホールディングスを26億ドル(約2060億円)で買収することで合意したことを発表[95]。
- 22日
  - 東京都墨田区に東京スカイツリーを中心とする複合施設「東京スカイツリータウン」が開業[96]。
  - フィッチは、 日本日本国債の格付けを「AAマイナス」から「Aプラス」に引き下げた[97]。
  -  日本日本の財務省が発表した対外純資産が253兆0100億円に0.6%増加した。21年連続1位で、2位は 中国中国の137兆9297億円、3位は ドイツドイツの93兆8947億円[98]。
  - 神戸市住宅供給公社が神戸地方裁判所に民事再生法の適用を申請。負債総額は503億円[99]。
  - 米法人googleは、米携帯電話機大手のモトローラ・モビリティの買収完了を発表。買収総額約125億ドル[100]。
  - マレーシア・豪州自由貿易協定(MAFTA)が締結。発効は2013年1月1日。
- 23日
  - 外国為替市場でユーロ/ドルが2年ぶりのユーロ安の1.2544ドルになった[101]。
  -  ドイツドイツのユーロ長期金利(独10年債)が過去最低の1.376%となった[102]。
- 24日
  - NHK経営委員会委員長（経営委員）の數土文夫（JFEホールディングス相談役）が、東京電力から就任要請を受けていた社外取締役の兼務問題で、同日、同社社外取締役への就任を受諾し、NHKの経営委員並びに委員長職を辞することを表明した[103][104]。
  - 為替市場でインドのルピーが対ドルで1ドル＝56.36ルピーとなり、過去最安値を更新した。
  - 日本たばこ産業は、 ベルギーの手巻きたばこ大手、グリソンを475百万ユーロ(約510億円)で買収することを発表[105]。
- 25日
  - 欧州連合(EU)は、 アルゼンチンの輸入制限措置を世界貿易機関(WTO)に提訴[106]。
  - 中国は、米国の同国製品への相殺関税についてWTOに提訴[107]。
- 29日 - 丸紅は米国穀物大手のガビロン（英語版）を約36億ドル（約2,860億円）で買収することを発表[108]。
- 30日 - ブラジル中央銀行が政策金利を過去最低水準となる8.5%へ引き下げを発表[109]。
- 31日 -  オーストラリアの豪ドル長期金利(10年債)が過去最低の2.897%となった[110]。

### 6月
- 1日
  - 上海と東京の外国為替市場で人民元と日本円の直接取引が始まる[111]。
  - 外国為替市場でユーロ/円が11年半ぶりのユーロ安の95円59銭になった。
  - 外国為替市場でドル/円が3ヵ月半ぶりのドル安の77円66銭になった[112]。
  -  イギリスイギリスのUKポンド長期金利(10年債)が過去最低の1.439%となった[113]。
  - ユーロ長期金利(10年債)が過去最低となった[114]。
    -  ドイツドイツの長期金利は1.127%となった。
    -  フィンランドの長期金利は1.385%となった。
    -  オランダの長期金利は1.486%となった。
    -  オーストリアの長期金利は1.919%となった。
    -  フランスフランスの長期金利は2.07%となった。
    -  ベルギーの長期金利は2.743%となった。

  -  アメリカ合衆国アメリカ合衆国のUSドル長期金利(10年債)が過去最低の1.4387%となった[115]。
- 4日 - 東証株価指数TOPIXの終値は2009年3月19日以来安値を更新。
- 7日 - フィッチは スペインスペインのソブリン格付けを「A」から「BBB」に3段階引き下げた。格付け見通しは「弱含み」[116]。
- 11日 - NTTドコモは、タワーレコードに追加出資し、子会社化すると発表した。
- 13日
  -  アメリカ合衆国アメリカ合衆国の10年債入札で最高落札利回りが過去最低の1.622%となった[115]。
  - ムーディーズは スペインスペイン国債の格付けを「A3」から「Baa3」に3段階引き下げた[117]。
- 14日 -  スペインスペインのユーロ長期金利(10年債)が過去最高の7.019%となった[118]。
- 15日
  - 香港証券取引所はロンドン金属取引所(LME)を13億8800万ポンドで買収することで合意[119]。
  - 日銀が追加金融緩和を見送ると発言したことからドル売りが優勢となり、約10日ぶりに1ドル＝78円台をつけた。
- 18日
  - メキシコのロスカボスでG20の首脳会議でIMFの追加拠出確認へ[120]。
  -  スペインスペインのユーロ長期金利(10年債)が過去最高の7.29%となった[121]。
- 20日 - アメリカ連邦準備制度理事会（FRB）は、6月末までとしていた金融緩和の強化策を半年延長すると決めた[122]。
- 25日
  - ソニーとパナソニックが有機ELの共同開発合意[123]。
  -  スペインスペインが欧州連合に銀行部門への支援を正式要請した[124]。
- 26日
  - 吉野家ホールディングスが20年ぶりに社長交代[125]。
  - ビックカメラがコジマを子会社化した[126]。
- 27日
  - 東京電力の株主総会において、公的資金投入で同社が実質上国有化されることが正式に承認された[127]。
  - S&Pは ロシアロシアの外貨建て短期ソブリン債格付けを「A-3」から「A-2」に格上げした。見通しは「安定的」[128]。
- 28日 - 米カリフォルニア州ストックトン市が、連邦倒産法9条の適用を申請[129]。

### 7月
- 1日
  -  日本日本では生の牛レバー（レバ刺し）の提供が食品衛生法により禁止された[130]。
  - 関西国際空港と大阪国際（伊丹）空港が経営統合された[131]。
  - トヨタ自動車の生産する東日本の3社を統合してトヨタ自動車東日本が設立。
- 2日 - 日本テレビ放送網がグループ内に新会社「ライフビデオ」を設立。元日本テレビプロデューサーで、同社編成局専門部長の土屋敏男が初代社長に就任[132]。
- 4日 - S&Pは フィリピンの長期ソブリン信用格付けを「BB」から「BB+」に引き上げた。見通しは「安定的」[133]。
- 5日
  - 関西電力大飯発電所（福井県おおい町）3号機が発電開始、日本では2ヶ月ぶりに原子力発電所が稼動再開された[134]。
  - 消費者金融のクラヴィスが、大阪地裁に自己破産を申請し、破産手続きの開始決定を受けた。負債総額は約3,268億円[135]。
  - 欧州中央銀行は政策金利(リファイナンス金利)を0.25%引き下げ過去最低の0.75%とした[136]。
  -  中華人民共和国の中央銀行は政策金利を0.25%引き下げた[137]。
  -  イギリスイギリスの中央銀行は資産買い入れ枠を500億ボンド拡大し3750億ボンドとした[138]。
- 6日 - 外国為替市場でユーロ/ドルが2年ぶりのユーロ安の1.2260ドルになった[139]。
- 8日 - アフガン支援国会議で2015年までの4年間で計160億ドル（約1兆2800億円）超を資金拠出するとした「東京宣言」を採択した[140]。
- 9日
  -  日本日本のみずほコーポレート銀行は長期プライムレートを0.05%引き下げ2003年6月と同じ過去最低の1.25%とした[141]。
  - 外国為替市場でユーロ/NZドルが過去最安値のユーロ安の1.5341NZドルになった[142]。
  - 大豆先物が過去最高値16.795ドルになった[143]。
- 11日
  - 外国為替市場でユーロ/豪ドルが過去最安値のユーロ安の1.1974豪ドルになった[142]。
  -  日本日本の円長期金利(10年債)が9年ぶりの低水準0.785%となった[144]。
  -  ブラジルの中央銀行は政策金利を0.5%引き下げ8%とした[145]。
- 12日
  - 家電量販大手のヤマダ電機が同業のベスト電器を買収する方針を固めた[146]。
  - 日本銀行は金融政策決定会合で政策金利の据え置きと短期国債を5兆円増額の措置を決めた[147]。
  - 電通が英大手広告会社イージスを31.64億ポンドで買収することを発表[148]。
  -  韓国韓国の中央銀行は政策金利を0.25%引き下げ3%とした[149]。
  - 外国為替市場でユーロ/ドルが2年ぶりのユーロ安の1.2165ドルになった[150]。
- 13日
  - カルピスが約9万件の個人情報が流出する[151]。
  - ムーディーズは イタリアイタリアの国債の格付けを「A3」から「Baa2」に2段階引き下げた、格付けの見通しは「ネガティブ」。状況悪化ならさらに格下げもある[152]。
  - 全国小売酒販組合中央会は民事再生法を申請、負債総額は約150億円。約15000人の加入者への掛け金返還が困難となる[153]。
- 15日 - 住宅ローンの金利が下がり、三井住友銀行の10年以上15以内の金利が2003年6月以後で最低となる2.25%に引き下げたほか、住宅金融支援機構のフラット35が融資開始以来最低となる1.94%まで下がるなどの低金利になる[154]。
- 20日
  - 公正取引委員会は、イオンにビールを仕入れ値を下回る価格で卸して、独占禁止法違反（不当廉売）で大手卸売3社に警告を出す[155]。
  - 外国為替市場でユーロ/円が約12年ぶりのユーロ安の95円35銭になった[156]。
  - 外国為替市場でユーロ/ドルが2年ぶりのユーロ安の1.2144ドルになった[156]。
  -  日本日本の円長期金利(10年債)が9年ぶりの低水準0.735%となった[157]。
  - トウモロコシ先物が過去最高値8.2875ドルになった[158]。
  - 大豆先物が過去最高値16.91ドルになった[158]。
- 21日 -  スペインスペインは最大1000億ユーロ（約10兆円）の支援を決定する。使用目的は金融機関の資本増強に限定する[159]。
- 23日
  - ムーディーズはユーロ圏の「Aaa」格付けの3カ国（ ドイツドイツ、 オランダ、 ルクセンブルク）の格付け見通しを「弱含み」とした[160]。
  - 外国為替市場でユーロ/円が約11年8ヶ月ぶりのユーロ安の94円23銭になった。
- 24日
  - トヨタ自動車が2012年6月に世界累計生産2億台を達成した[161]。
  -  アメリカ合衆国アメリカ合衆国のドル長期金利(10年債)が過去最低の1.3875%となった[162]。
  -  スペインスペインのユーロ長期金利(10年債)が過去最高の7.636%となった[163]。
  - 外国為替市場でユーロ/円が約11年8ヶ月ぶりのユーロ安の94円12銭になった[164]。
  - 外国為替市場でユーロ/ドルが2年ぶりのユーロ安の1.2043ドルになった[164]。
- 25日
  - ソフトバンクモバイルが900MHz帯による携帯電話サービスプラチナバンドを開始[165]。
  - 枝野幸男経済産業相は東京電力が申請をした家庭向け電気料金の値上げを認可した。9月1日から、平均8.46%の値上げ[166]。
  - 2012年上半期日本の貿易赤字は過去最大の2.9兆円に上る[167]。
- 26日
  - フェイスブック社が4〜6月期の純損益を発表、日本円にして約120億円の赤字となった[168]。
  - 野村ホールディングスの渡部賢一・グループCEOと柴田拓美COOが、インサイダー取引問題で傘下企業の野村証券による情報漏洩が発覚した事を受け、引責辞任する意向を固めた[169]。
  -  フィリピンの中央銀行は政策金利を0.25%引き下げ過去最低の3.75%とした[170]。
- 28日 -  中国中国江蘇省南通市にて、 日本日本の製紙大手王子製紙の工場（江蘇王子製紙）の排水管計画を巡って、環境汚染等を理由に大規模な抗議デモが起こる。これにより南通市政府から計画中止が発表され、デモは収束した[171]。
- 31日 -  日本日本政府は、東京電力に対して1兆円の公的資金を原子力損害賠償支援機構を通じて投入して、議決権50.11%を取得して国が筆頭株主になった[172]

### 8月
- 1日 - S&Pは キプロスの長期格付けを「BB+」から「BB」に引き下げた[173]。
- 2日 - ムーディーズは スロベニアの格付けを「A2」から「Baa2」に3段階引き下げた[174]。
- 3日
  - S&Pは スロベニアの格付けを「A+」から「A」に引き下げた[175]。
  - 外国為替市場でユーロ/豪ドルが過去最安値のユーロ安の1.1600豪ドルになった[176]。
  - 外国為替市場でユーロ/NZドルが過去最安値のユーロ安の1.4958NZドルになった[177]。
- 8日 - フィッチは スロベニアの長期発行体デフォルト格付けを「A」から「A-」に引き下げた。見通しは「弱含み」[178]。
- 16日 - ムーディーズは ペルーの外貨建て格付けを「Baa3」から「Baa2」に引き上げた。見通しは「強含み」[179]。
- 17日 - 十和田湖観光汽船が民事再生法を申請[180]。
- 23日 - 中国の天津港向けの鉄分62%の鉄鉱石の価格が2009年以来の安値99.60ドル/ドライトンとなった[181]。
- 24日 - 金融庁から東京証券取引所に相次ぐシステム障害で業務改善命令が出された[182]。
- 27日 - ムーディーズは 韓国韓国の国債格付けを「A1」から「Aa3」に引き上げた。見通しは「安定的」[183]。
- 29日 -  ブラジルの中央銀行は政策金利を0.5%引き下げ過去最低の7.5%とした[184]。
- 31日
  - S&Pは経営難に陥っている家電大手シャープについて、資金繰りが悪化しているとして格付けを「BBB」から「BB+」に2段階引き下げた[185]。
  - 食品大手のエスビー食品が経営合理化を理由に、男子陸上部を2012年度で廃部することを発表[186]。
  - 直列4気筒エンジン搭載の軽自動車の生産が終了した。

### 9月
- 1日 - 東京電力が電気料金を平均8.46%値上げ。
- 6日
  - アジア太平洋経済協力会議（APEC）が環境関連物品54品目を2015年までに関税を5%以下に引き下げる閣僚声明をまとめた[187]。
  - フィッチは 韓国韓国国債の信用格付けを「A+」から「AA-」に引き上げた。見通しは「安定的」[188]。
  - 欧州中央銀行(ECB)は償還期間が1～3年の国債を無制限に購入すると発表した[189]。
- 11日 - NHK経営委員会の会合にて、5月に辞任した前委員長・數土文夫の後任として、委員長代行を務めていた浜田健一郎（ANA総合研究所所長）を正式に委員長に選出した。委員長職の任期は2013年6月まで（経営委員も同様）[190]。
- 12日 - 富士フイルムが映画用フィルムの生産を2013年春ごろまでに終了する事を決定[191]。
- 13日
  -  アメリカ合衆国アメリカ合衆国連邦準備理事会は連邦公開市場委員会声明で量的緩和第3弾(QE3)を実施すると発表した[192]。
  -  ロシアロシアの中央銀行は政策金利を0.25%引き上げリファイナンス金利を8.25%、1日物レポ金利を6.5%、翌日物預金金利を4.25%とした[193]。
- 14日 - S&Pは 韓国韓国の自国通貨建て格付けを「A」から「A+」に、外貨建ての長期格付けを「A+」から「AA-」に引き上げた。見通しは「安定的」[194]。
- 14日・15日 - EU財務相非公式会合が キプロスで開かれる[195]。
- 18日
  - 内閣府原子力安全委員会ならびに経済産業省原子力安全・保安院がこの日で廃止[196]。
  - 十六銀行が子会社の岐阜銀行を吸収合併[197]。
- 19日
  - 内閣府原子力規制委員会が発足。
  -  日本日本の中央銀行は金融政策決定会合で資産買い入れ基金を10兆円増額し80兆円とする追加緩和を決定した[198]。
- 20日〜23日 - 日本最大のコンピュータゲーム見本市「東京ゲームショウ2012」（CESA主催）、千葉・幕張メッセにて開催（20、21日はビジネスデー）。4日間で過去最高となる22万3700人が来場した[199]。
- 21日 -  アメリカ合衆国アメリカ合衆国Appleの新型スマートフォンiPhone 5が アメリカ合衆国アメリカ合衆国、 オーストラリア、 カナダ、 フランスフランス、 ドイツドイツ、 香港、 日本日本、 シンガポール、 イギリスイギリスで発売[200]。
- 27日
  - 家電大手ビックカメラとカジュアル衣料大手ユニクロ共同運営による新店舗「ビックロ」、東京・新宿に開店。
  -  チェコの中央銀行は政策金利を0.25%引き下げ過去最低の0.25%とした[201]。
  - ムーディーズは 南アフリカ共和国の信用格付けを「A3」から「Baa1」に引き下げた。見通しは「弱含み」[202]。
- 28日 - オリンパスとソニーが資本・業務提携を結んだ[203]。
- ギリシャ、財政緊縮策を見直し[195]。

### 10月
- 1日
  - 郵便局株式会社と郵便事業株式会社との統合により「日本郵便株式会社」設立。
  - 新日本製鐵と住友金属工業が合併し、「新日鐵住金」が発足。
  - NHKが受信料値下げ（地上契約が1,225円/月、衛星契約が2,170円/月の120円/月の値下げ）[204]。
  - 日本テレビ放送網が会社分割による認定放送持株会社へ移行、日本テレビホールディングスに商号変更。BS日本、シーエス日本の2社を子会社化。
  - スカパー!の3つのサービスが統合され、「スカパー!e2」が「スカパー!」、「スカパー!HD」が「スカパー!プレミアムサービス」、「スカパー!光」が「スカパー!プレミアムサービス光」に呼称が変更された[205]。
  - ソフトバンクは、イー・アクセスを2月までに株式交換により子会社化することを発表。
- 2日
  - イランの通貨リアルが下落し、対ドルで過去最安値となった[206]。
  -  オーストラリアの中央銀行は政策金利を0.25%引き下げ3.25%とした[207]。
- 2日〜6日 - アジア最大の最先端IT・エレクトロニクス総合展「CEATEC JAPAN 2012」、千葉・幕張メッセにて開催。
- 4日 - ソニー・コンピュータエンタテインメント（SCE）が家庭用ゲーム機PlayStation 3の新モデル2種を発売[208]。
- 10日
  - トヨタ自動車が世界で約743万台の過去最大のリコール[209]。
  -  ブラジルの中央銀行は政策金利を0.25%引き下げ過去最低の7.25%とした[210]。
  - S&Pは スペインスペインの格付けを「BBB+」から2段階引き下げ「BBB-」とした。見通しは「弱含み」[211]。
- 11日 -  韓国韓国の中央銀行は政策金利を0.25%引き下げ2.75%とした[212]。
- 12日
  -  日本日本はIMFに600億ドル(約4.7兆円)を拠出することで合意した[213]。
  - S&Pは 南アフリカ共和国の格付けを「BBB+」から「BBB」に引き下げた。見通しは「弱含み」[214]。
- 17日
  - 河合商会が自己破産申請へ負債は約1億円[215]。
  -  タイの中央銀行は政策金利を0.25%引き下げ2.75%とした[216]。
  - S&Pは キプロスの長期ソブリン格付けを「BB」から「B」に引き下げた[217]。
- 20日 - 香港金融管理局が、香港ドル売り・米ドル買いの為替介入（1米ドル=7.75香港ドルの水準、6億300万米ドル相当）を実施[218]。
- 24日 - KDDIと住友商事が、両社出資のケーブルテレビ最大手ジュピターテレコム（J:COM）を共同買収することを発表[219]。
- 25日 -  フィリピンの中央銀行は政策金利を0.25%引き下げ過去最低の3.5%とした[220]。
- 26日
  - マイクロソフトのOS「Windows 8」発売。
  - 世界貿易機関の一般理事会で、ラオスの加盟が承認された[221]。
- 29日 - ムーディーズは フィリピンの債務格付けを「Ba2」から「Ba1」に引き下げた。見通しは「安定的」[222]。
- 30日
  -  日本日本の中央銀行は金融政策決定会合で資産買い入れ基金を11兆円増額し91兆円とする追加緩和を決定した[223]。
  - 日立製作所がイギリスの原発事業会社ホライズン・ニュークリア・パワーを6億7,000万ポンド（約850億円）で買収することを発表[224]。
  - S&Pは アルゼンチンのソブリン格付けを「B」から「B-」に引き下げた[225]。
- 末日 -  日本日本と 韓国韓国の中央銀行間通貨スワップ拡大(30億ドル→300億ドル)の期限[226]。

### 11月
- 1日 -  チェコの中央銀行は政策金利を0.2%引き下げ過去最低の0.05%とした[227]。
- 2日
  - S&Pはパナソニックの格付けを「A-」から「BBB」の2段階引き下げた、見通しは「安定的」[228]。
  - フィッチ・レーティングスはシャープの格付けを「BBB-」から「B-」の6段階引き下げた[229]。
  - 米国Appleが小型タブレット端末「iPad mini」を34カ国、112地域で発売。
- 5日 - スズキの米国子会社アメリカンスズキモーターが連邦倒産法第11章を申請。米国での四輪車販売からの撤退を発表。
- 8日 - ソーシャルゲーム関連企業各社による業界団体、日本ソーシャルゲーム協会（JAGSA）発足[230]。
- 9日
  - 通信販売大手の「日本直販」を運営する総通が民事再生法を 日本大阪地方裁判所に申請し経営破綻。
- 13日
  - 三菱東京UFJ銀行で顧客情報約560万件が紛失したトラブルを公表[231]。
  -  日本財務省と独立行政法人造幣局は、バングラデシュから2タカ硬貨の製造を受注した。外国貨幣の製造は戦後初めて[232]。
  - 米国Googleがタブレット端末「Nexus 10」を日本、米国、欧州など8カ国で発売[233]。
- 19日
  - 米国Amazon.comが電子書籍端末Kindle日本語版を発売[234]。
  - ムーディーズは フランスフランス国債の格付けを「Aaa」から「Aa1」に引き下げた。見通しは「弱含み」[235]。
- 21日
  - エイチ・ツー・オー リテイリング傘下の阪急阪神百貨店が運営する阪急百貨店の 日本大阪・梅田本店が全館開業[236]。
  - フィッチは キプロスの発行体デフォルト格付けを「BB+」から「BB-」に2段階引き下げた。見通しは「弱含み」[237]。
- 23日 - S&Pは ハンガリーの長期債務格付けを「BB+」から「BB」に引き下げた。見通しは「安定的」[238]。
- 27日
  - フィッチはアルゼンチンの国債格付けを「B」から「CC」に引き下げた。
  -  ハンガリーの中央銀行は政策金利を0.25%引き下げ6%とした[239]。
- 30日 - ムーディーズは欧州安定メカニズムの格付けを「Aaa」から「Aa1」に引き下げ、欧州金融安定ファシリティの格付けを「(P)Aaa」から「(P)Aa1」に引き下げた。見通しは共に「弱含み」[240]。

### 12月
- 4日 - 日本銀行とインド準備銀行が2国間通貨スワップ協定（限度額150億ドル、期間：2015年12月まで）を再締結。
- 5日 - S&Pは ギリシャの長期外貨建て信用格付けを「CCC」から「SD」(選択的デフォルト)に引き下げた。見通しは「弱含み」[241]。
- 7日 - イオン銀行は約96000件の顧客情報を紛失するトラブルを公表[242]。
- 8日 - 任天堂が次世代ゲーム機「Wii U」を日本国内発売[243]。
- 13日
  - S&Pは イギリスイギリスの格付け見通しを「弱含み」に変更した。格付けは「AAA」[244]。
  - ムーディーズは プエルトリコの格付けを「Baa1」から「Baa3」に2段階引き下げた。見通しは「弱含み」[245]。
- 16日 - EUとシンガポールは、FTA締結で合意。
- 19日 - 外国為替市場でドル/円が1年8カ月ぶりの円安の84円44銭になった[246]。
- 20日 - 米インターコンチネンタル取引所が、NYSEユーロネクストの買収（82億ドル）で合意したことを発表。
- 22日 -  ベトナムの中央銀行は政策金利(公定歩合とリファイナンス金利)を1%引き下げ、公定歩合を7%、リファイナンス金利を9%とした[247]。
- 24日
  - S&Pは エジプトの長期国債格付けを「B」から「B-」に引き下げた。見通しは「弱含み」[248]。
  -  イスラエルの中央銀行は政策金利を0.25%引き下げ1.75%とした[249]。
- 26日 - S&Pは チリの長期外貨建てソブリン格付けを「A+」から「AA-」に引き上げた。見通しは「安定的」[250]。
- 28日
  - 大納会（東京証券取引所）
  - 外国為替市場でドル/円が2010年8月以来の円安の86円64銭になった。ユーロ/円は2011年7月以来の円安の114円32銭になった[251]。

## 受賞
- ノーベル経済学賞 - アルヴィン・ロス、ロイド・シャープレー
- ジョン・ベイツ・クラーク賞 - エイミー・フィンケルスタイン(en)

## 経済指標
|              | 始値     | 最安値         | 最高値           | 終値     |
| ------------ | -------- | -------------- | ---------------- | -------- |
| 日経平均株価 | 8,549.54 | 8,238.96 (6/4) | 10395.18 (12/28) | 10395.18 |
| NYダウ       |          | 12,101.46      | 13,610.15        | -        |
| USD/JPY      | 76.93    | 76.00          | 86.65            | 86.00    |

## 企業の上場と上場廃止
- 上場廃止：1月17日 - バルス
- 上場廃止：2月16日 - 鈴丹
- 上場廃止：3月19日 - バンテック
- 上場廃止：3月28日 - エルピーダメモリ

## 死去
- 1月3日 - 松原治、日本の実業家、紀伊國屋書店元会長（* 1917年）
- 1月4日 - 局哲平、日本の実業家、元井筒屋社長・元九州百貨店協会会長（* 1911年）
- 1月20日 - 蟹江嘉信、日本の実業家、カゴメ元代表取締役社長（* 1929年）
- 1月25日 - 5代目鈴木三郎助、日本の実業家、味の素相談役（* 1922年）
- 1月27日 - 岩井靖、日本の実業家、プロ野球オリックス球団社長（* 1930年）
- 1月30日 - 川原正人、日本の実業家、元NHK会長（* 1921年）
- 2月3日 - スティーヴ・アップルトン（英語: Steve Appleton）、アメリカの実業家、マイクロン・テクノロジCEO・会長（* 1960年）
- 2月6日 - 茂木七左衞門、日本の実業家、キッコーマン元専務（* 1907年）
- 2月8日 - 八木福次郎、日本の実業家、日本古書通信社前社長（* 1915年）
- 2月9日 - 安藤博仁、日本の銀行家、松本信用金庫理事長（* 1938年）
- 2月10日 - 平田正蔵、日本の実業家、元福岡放送社長（* 1929年）
- 2月13日 - 藤野正三郎、日本の経済学者、一橋大学名誉教授（* 1927年）
- 2月26日 - 鷲尾悦也、日本の労働運動家、日本労働組合総連合会元会長（* 1938年）
- 2月27日 - 金井照久、日本の財務官僚（* 1948年）
- 2月28日 - 山下俊彦、日本の実業家、松下電器産業（現：パナソニック）元社長（* 1919年）
- 2月29日 - 岩﨑福三、日本の実業家、岩崎産業グループ総帥（* 1925年）
- 3月8日 - 森稔、日本の実業家、森ビル会長（* 1934年）
- 4月4日 - ジャック・トラミエル、アメリカの実業家、コモドール創業者（* 1928年）
- 4月15日 - 三重野康、日本の銀行家、第26代日本銀行総裁（* 1924年）
- 5月15日 - 樫尾俊雄、日本の元官僚（逓信省）、技術者、実業家、カシオ計算機名誉会長（* 1925年）[252]
- 5月18日 - 邱永漢、台湾の作家、経済評論家（* 1924年）
- 5月18日 - 稲嶺盛保、日本の実業家、ジミー創業者（* 1930年?）[253]
- 5月21日 - 荒井久弥、日本の実業家、元新潟放送副社長（* 1931年?）[254]
- 5月22日 - 高木貞男、日本の実業家、元森永製菓会長（* 1920年）[255][256]
- 5月29日 - 藤田正蔵、日本の実業家、元テレビせとうち社長（* 1928年?）[257]
- 6月4日 - 山口軍治、日本の実業家、エスライン会長（* 1928年?）[258]
- 6月12日 - 河野俊二、日本の実業家、元東京海上火災保険社長（* 1927年）
- 7月16日 - 松下正治、日本の実業家、パナソニック名誉会長（2代目社長）、元関西経済連合会副会長（* 1912年）
- 9月10日 - 佐波正一、日本の実業家、元東芝社長、経団連副会長、経団連副会長（* 1919年）
- 9月11日 - 寺町博、日本の実業家、THK、日本トムソン創業者、相場師（* 1924年）
- 9月16日 - 樋口廣太郎、日本の実業家、元アサヒビール社長（* 1926年）
- 9月29日 - アーサー・オックス・サルツバーガー（英語: Arthur Ochs Sulzberger）、アメリカの実業家、元ニューヨーク・タイムズ発行人（* 1926年）
- 10月2日 - 金子哲雄、日本の流通ジャーナリスト（* 1971年）
- 10月11日 - 亀高素吉、日本の実業家、元神戸製鋼所社長（* 1926年）
- 12月7日 - 篠原三代平、日本の経済学者、一橋大学名誉教授（* 1919年）
- 12月13日 - 中島健吉、日本の実業家、平和創業者（* 1921年）